# Charles Edward Jones
Charles Edward Jones detto Chuck (Clinton, 4 novembre 1952 – New York, 11 settembre 2001) è stato un astronauta, militare e programmatore statunitense.

## Biografia
Fu colonnello della United States Air Force e, dal 1982 al 1987, membro dello USAF Manned Spaceflight Engineer Program. Doveva andare nello spazio nel dicembre 1986 a bordo dello Space Shuttle Challenger, ma la missione fu cancellata dopo l'incidente dello stesso Shuttle che ebbe luogo il 28 gennaio 1986. Jones morì nello schianto del volo American Airlines 11 contro la Torre Nord del World Trade Center durante gli attentati dell'11 settembre 2001.